# 엘레프테리아 엘레프테리우
엘레프테리아 엘레프테리우(그리스어: Ελευθερία Ελευθερίου, 1989년 5월 12일 ~ )는 키프로스의 가수이다. 더 엑스 팩터 그리스판 시즌 2와 유로비전 송 콘테스트 2012 그리스 대표 참가자다. 대표곡은 "Aphrodisiac"과 "Play That Melody To Me"이다.